# Acridoxena hewaniana
Acridoxena hewaniana is een rechtvleugelig insect uit de familie sabelsprinkhanen (Tettigoniidae). De wetenschappelijke naam van deze soort is voor het eerst geldig gepubliceerd in 1865 door Smith.

## Kenmerken
De vleugels van dit bruine insect lijken op kleine, opgerolde blaadjes. Het kan zich, wat kleur en vorm betreft, uitstekend aan zijn omgeving aanpassen.

## Voorkomen
De soort komt voor in gebieden met veel vegetatie in het warme klimaat van Afrika.